# ウィリアム・キャヴェンディッシュ (第2代デヴォンシャー伯爵)
第2代デヴォンシャー伯爵ウィリアム・キャヴェンディッシュ（英: William Cavendish, 2nd Earl of Devonshire, 1590年頃 - 1628年6月20日）は、イングランドの貴族。

## 人物
初代デヴォンシャー伯爵ウィリアム・キャヴェンディッシュと最初の妻であるアン・ケースレーの間の次男。また、初代ニューカッスル公爵ウィリアム・キャヴェンディッシュは従弟に当たる。
1609年、ホワイトホールにてイングランド王ジェームズ1世（スコットランド王ジェームズ6世）からナイト爵を授けられる。1618年に父がデヴォンシャー伯爵に叙されて以後は「キャヴェンディッシュ卿（Lord Cavendish）」の儀礼称号を称する。
1608年から家庭教師としてチャッツワース・ハウスに住み込んでいた哲学者トマス・ホッブズから教育を受ける。ホッブズはウィリアムの友人となり狩りや街の娯楽に同行、彼と共にジェームズ1世や息子のチャールズ皇太子（後のチャールズ1世）と何度も面会したり、1610年から1613年まで3年間のグランドツアーにも同行し帰国後は秘書として補佐した。後にトゥキディデスの『戦史』を翻訳した際には献辞でデヴォンシャー伯の学識を讃えている。グレイ法曹院に出席した後ケンブリッジ大学に入学、後にオックスフォード大学へ転校。
1610年にシュロップシャー州ビショップス・キャッスル選出の、1614年・1621年・1624年・1625年・1626年にダービーシャー州選出の庶民院議員。1619年より父と共同のダービーシャー統監（Lord Lieutenant of Derbyshire）に任じられ、1626年に父が死去すると単独の統監となった。1622年4月に彼は、国王ジェームズ1世と神聖ローマ皇帝フェルディナント2世の大使・ヴェネツィア共和国大使・ネーデルラント連邦共和国大使たちの謁見を設定した。1625年には、新王チャールズ1世とフランス王女ヘンリエッタ・マリアの結婚式に列席した。1626年に父の死により襲爵して貴族院議員となる。
しかし、襲爵からわずか2年後の1628年6月20日、ロンドンのビショップスゲート（デヴォンシャー・スクエア）にあった邸宅で死去。ダービーのオール・セインツ教会（現在のダービー大聖堂）に葬られた。友人を失い悲しみに暮れたホッブズはキャヴェンディッシュ家を去ったが、1631年にデヴォンシャー伯の未亡人クリスチャンから呼び戻され、息子ウィリアム・キャヴェンディッシュの家庭教師として再びキャヴェンディッシュ家に仕えていった。

## 家族
1608年4月10日に初代キンロス卿エドワード・ブルースの娘であるクリスチャンと結婚した。
- アン・キャヴェンディッシュ（1611年頃 - ?） - 第3代ウォリック伯爵ロバート・リッチ夫人
- 第3代デヴォンシャー伯爵ウィリアム・キャヴェンディッシュ（1617年 - 1684年）- 1628年襲爵
- チャールズ・キャヴェンディッシュ（英語版）（1620年 - 1643年）
- ヘンリー・キャヴェンディッシュ（夭折）

クリスチャンは1674年もしくは1675年に死去し、オール・セインツ教会に葬られた。